# Idrossifenilacetonitrile 2-monoossigenasi
La idrossifenilacetonitrile 2-monoossigenasi è un enzima appartenente alla classe delle ossidoreduttasi, che catalizza la seguente reazione:
4-idrossifenilacetonitrile + NADPH + H+ + O2 ⇄ 4-idrossimandelonitrile + NADP+ + H2O
L'enzima è una proteina eme-tiolata (P-450).